# Boat on the River
»Boat on the River« je originalna melodija in skladba ameriške rock skupine Styx iz leta 1979, leto kasneje izdana kot singel. Glasbo in izvirni tekst je napisal Tommy Shaw, sicer frotman dotične skupine.
Skladba je bila najprej izdana na albumu Cornerstone, leta 1980 pa še kot singel, oboje pri založbi A&M Records. Doma ni bila nikoli izdana kot singel in posledično je sploh niso predvajali. 
A je doživela uspeh na evropskih lestvicah kot so Švica (1. mesto), Avstrija (2. mesto), Nemčija (5. mesto) in Južna Afrika (7. mesto).

## Produkcija
- Tommy Shaw - solo vokal, mandolina, akustična kitara, autoharp
- Dennis DeYoung - klavirska harmonika, harmonični vokal
- Chuck Panozzo - kontrabas
- John Panozzo - tamburin, veliki boben

## Lestvice
| Tedenske (1980)        | Najvišja uvrstitev |
| ---------------------- | ------------------ |
| German Singles Chart   | 5                  |
| Austrian Singles Chart | 2                  |
| South African Top 20   | 7                  |
| Swiss Singles Chart    | 1                  |
| Dutch Top 40           | 29                 |

## Chateau
»Mlinar na Muri« je skladba skupine Chateau iz leta 1994, z posemplano (sposojeno) melodijo te skladbe. Avtor glasbe je Tommy Shaw, nov slovenski tekst, minimalno preveden, pa je napisal Tomaž Domicelj.